# Букет Молдовы

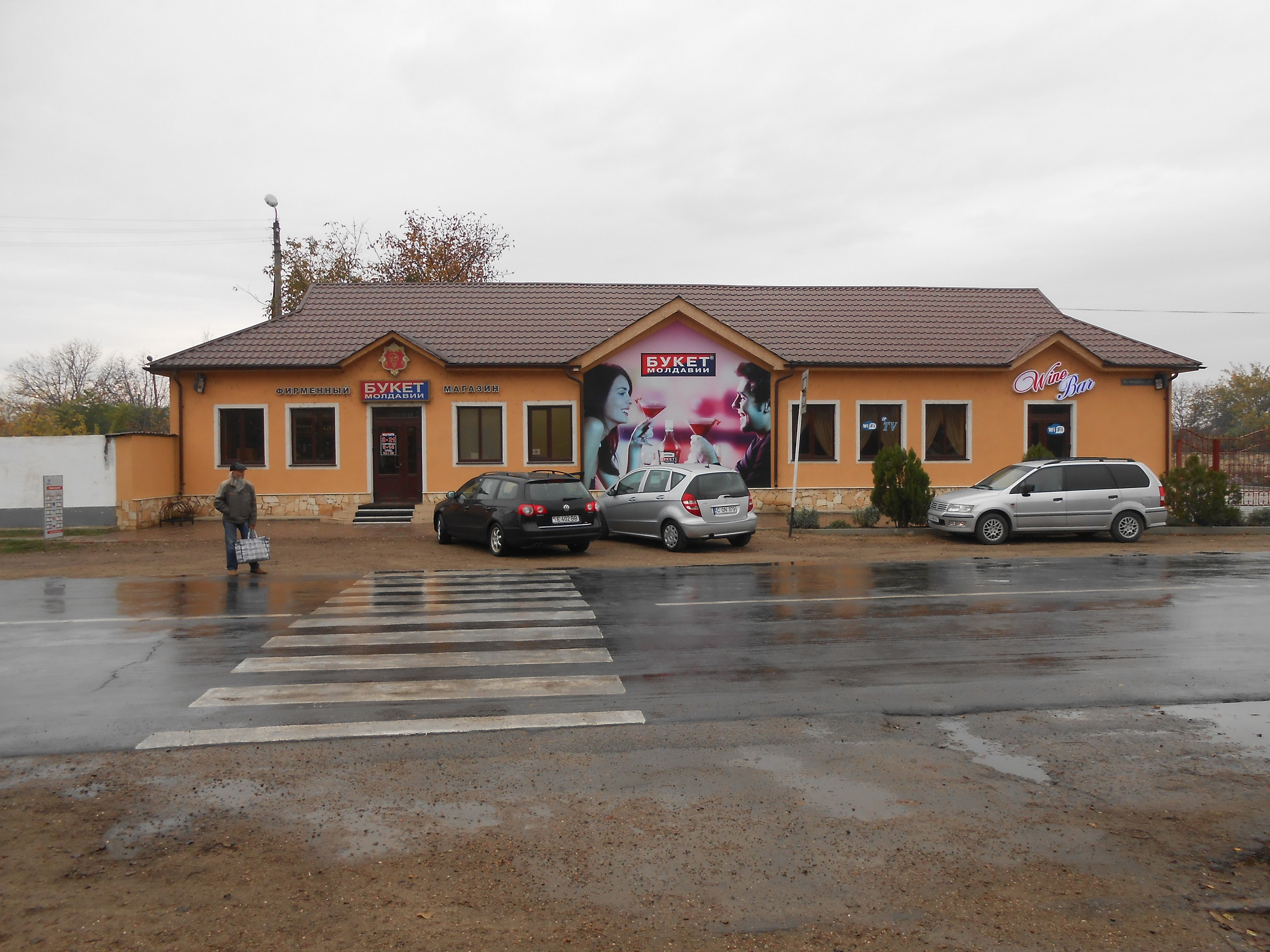
Магазин «Букет Молдавии» в Дубоссарах

«Букет Молдавии» — марка ароматизированных вин, которые производятся одноимённым заводом, расположенным в Дубоссарах.

## История
Вино «Букет Молдавии» было создано после 1966 года, когда специальным постановлением Правительства Молдавской ССР Дубоссарскому винзаводу было поручено организовать производство высококачественных ароматизированных вин. Технологами завода под руководством Николая Петровича Сергеева за короткий срок были разработаны оригинальные композиции ингредиентов и технология вин «Букет Молдавии» и нескольких других. В совхозе, подконтрольном заводу, были посажены плантации пряно-ароматических и лекарственных трав площадью 20 га. Также были построены специальные цеха по производству ароматичных настоев из трав, по производству и розливу ароматизированных вин.
В 1970—80-х годах вино «Букет Молдавии» поставлялось для розлива на винзаводы Молдвинпрома в разных городах России, Украины, Белоруссии и Прибалтики.

## Завод
Завод «Букет Молдавии» занимается производством одноименных ароматизированных вин, расположен в городе Дубоссары. Совладельцем завода «Букет Молдавии» вместе с сыном Евгением Баевым является Олег Маркович Баев. Эксклюзивным дистрибьютером на территории России продукции завода является компания ООО «Тирком».

## Современность
В настоящее время выпускаются пять видов «Букета Молдавии», каждому из которых соответствует оригинальная рецептура пряноароматических ингредиентов
- «Букет Молдавии Белый» — вино светло-соломенного цвета с композицией из 26 ароматических растений. Отличается насыщенным, полным вкусом, в котором присутствует полынь, мускат, полевые травы и цитрусовые плоды.
- «Букет Молдавии Красный» — десертное красное вино, содержащее 29 натуральных ароматических трав. Отличается насыщенным, полным вкусом, в котором проявляются оригинальные тона шоколада.
- «Букет Молдавии Классик» — выдержанное сладкое вино с насыщенным ароматом трав и цитрусовых с лёгкой горчинкой, медовыми и цитронными тонами.
- «Букет Молдавии Экстра Красный» и «Букет Молдавии Экстра Белый» — полусладкие вина, менее насыщенные, чем классические «Букеты». В их вкусе ярко выделяются ароматы полыни горькой и полыни лимонной. Прекрасно подходят для приготовления коктейлей.

«Букет Молдавии» работает всего на 20% от своей мощности. Пути к возврату на российские рынки руководство завода будет искать вместе с Правительством. По мнению Александра Мартынова, в этом отношении лучше всего работать напрямую с регионами РФ.

## Награды
| Год  | Наименование                  | Выставка, конкурс                                                                                | Награда                                  |
| ---- | ----------------------------- | ------------------------------------------------------------------------------------------------ | ---------------------------------------- |
| 1969 | Букет Молдавии                | ВДНХ МССР                                                                                        | Почётный диплом за качество              |
| 1970 | Букет Молдавии (классик)      | ЯЛТА-1970 II Международный Конкурс вин и коньяков                                                | Серебряная медаль                        |
| 1975 | Букет Молдавии (классик)      | BRATISLAVA-1975. IV Международный конкурс вин                                                    | Бронзовая медаль                         |
| 1984 | Букет Молдавии (классик)      | BRATISLAVA-NITRA1984. V Международный конкурс вин                                                | Серебряная медаль                        |
| 1984 | Букет Молдавии красный        | Болгария. Международный Конкурс вин и коньяков                                                   | Серебряная медаль                        |
| 1984 | Букет Молдавии (классик)      | Болгария. Международный Конкурс вин и коньяков                                                   | Серебряная медаль                        |
| 1984 | Букет Молдавии красный        | ВДНХ СССР                                                                                        | Золотая медаль                           |
| 1988 | Букет Молдавии красный        | MIKULOV`88. III-й Международный конкурс вин                                                      | Серебряная медаль                        |
| 1988 | Букет Молдавии (классик)      | MIKULOV`88. III-й Международный конкурс вин                                                      | Серебряная медаль                        |
| 1991 | Букет Молдавии красный        | V-й Международный конкурс вин ǛRGǛR 1991 Турция.                                                 | Серебряная медаль                        |
| 1991 | Букет Молдавии (классик)      | V-й Международный конкурс вин ǛRGǛR 1991 Турция.                                                 | Серебряная медаль                        |
| 1995 | Букет Молдавии красный        | VINMOLDOVA-1995. Международный конкурс вин и алкогольных напитков                                | Серебряная медаль                        |
| 1995 | Букет Молдавии (классик)      | VINMOLDOVA-1995. Международный конкурс вин и алкогольных напитков                                | Серебряная медаль                        |
| 1996 | Букет Молдавии Экстра (белое) | VINMOLDOVA-1995 . Международный конкурс вин и алкогольных напитков                               | Серебряная медаль                        |
| 1996 | Букет Молдавии (классик)      | Урал-продукты-96. Екатеринбург. Конкурс «Золотая медаль Уральской выставки»                      | Большая Золотая медаль                   |
| 1996 | Букет Молдавии Экстра красное | INTERDRINK-96. Международный конкурс винодельческой, ликёро-водочной и безалкогольной продукции. | Серебряная медаль                        |
| 1996 | Букет Молдавии Экстра белое   | INTERDRINK-96. Международный конкурс винодельческой, ликёро-водочной и безалкогольной продукции. | Серебряная медаль                        |
| 1997 | Букет Молдавии Экстра красное | INTERDRINK-97. Международный конкурс винодельческой, ликёро-водочной и безалкогольной продукции. | Серебряная медаль                        |
| 1997 | Букет Молдавии Экстра белое   | INTERDRINK-97. Международный конкурс винодельческой, ликёро-водочной и безалкогольной продукции. | Золотая медаль                           |
| 2000 | Букет Молдавии белый          | VINMOLDOVA-2000. Международный конкурс вин и алкогольных напитков                                | Специальный приз «Лучшее вино 2000 года» |